# Équinoxe
Équinoxe es el cuarto álbum de estudio del compositor y músico electrónico francés Jean Michel Jarre. Fue publicado el 1 de diciembre de 1978 por Disques Dreyfus en Francia, y distruibuido a nivel internacional por Polydor en 1979.
Mike DeGagne, en su crítica para AllMusic, destaca que "utilizando más de 13 tipos diferentes de sintetizadores, Jarre combina paisajes sonoros arremolinados de efectos, pasajes y, a veces, suites de múltiples texturas para culminar atmósferas electrónicas interesantes. Nunca repitiendo los mismos sonidos dos veces, es obvio que la exageración de la ciencia ficción de finales de los 70 jugó un papel importante en la creación de este álbum".

## Antecedentes
El álbum refleja un día en la vida de una persona desde la mañana hasta la noche. Jarre desarrolló su sonido, empleando más elementos rítmicos y dinámicos, en especial el gran uso de las líneas de bajo. La mayoría fueron realizadas con instrumentos desarrollados por su colaborador Michel Geiss. Entre los efectos de sonido presentes en los temas se distinguen el sonido del viento, tormenta y lluvia los cuales son habituales en Francia en fechas del equinoccio (primavera u otoño).
La carátula y el diseño artístico fueron obra, al igual que en su predecesor Oxygène, de Michael Granger, para ello, Jarre visitó a Granger en su mansión y ahí este le presentó varias propuestas, Jarre eligió una que llevaba el título de Le trac (Los observadores), que Granger había pintado en 1974, que quedó utilizada para la portada del álbum.

## Lista de pistas
En su versión original (en LP) y posteriormente en Casete, la distribución de los temas es la siguiente:
| Lado A |                       |       |          |  |
| N.º    | Título                | Autor | Duración |  |
| 1.     | «Équinoxe (Part I)»   | Jarre | 2:25     |  |
| 2.     | «Équinoxe (Part II)»  | Jarre | 5:00     |  |
| 3.     | «Équinoxe (Part III)» | Jarre | 5:09     |  |
| 4.     | «Équinoxe (Part IV)»  | Jarre | 6:54     |  |
| 19:28  |                       |       |          |  |

| Lado B |                        |       |          |  |
| N.º    | Título                 | Autor | Duración |  |
| 5.     | «Équinoxe (Part V)»    | Jarre | 3:54     |  |
| 6.     | «Équinoxe (Part VI)»   | Jarre | 3:28     |  |
| 7.     | «Équinoxe (Part VII)»  | Jarre | 7:06     |  |
| 8.     | «Équinoxe (Part VIII)» | Jarre | 4:57     |  |
| 19:25  |                        |       |          |  |

En su versión digitalizada (en CD) el orden es el mismo, pero de corrido.

## Personal y equipo
- Jean-Michel Jarre
  - ARP 2600 Synthesizer
  - EMS Synthi AKS
  - EMS VCS 3 Synthesizer
  - Yamaha CS60
  - Oberheim TVS-1A
  - RMI Harmonic Synthesizer
  - RMI Keyboard Computer
  - ELKA 707
  - Korg Polyphonic Ensemble 2000
  - Eminent 310-U
  - Mellotron
  - ARP Sequencer
  - Oberheim Digital Sequencer
  - Matrisequencer 250
  - Rhythmicomputer (Korg MiniPops 7)
  - Geiss Rhythmicomputer. Drum machine created by Michel Geiss and left out of the album credits.
  - Eko ComputeRhythm. Drum machine barely used on the album and left out of the credits.
  - EMS Vocoder.

## Sencillos
Se publicaron dos sencillos del álbum con sus correspondientes videoclips: «Équinoxe V» en 1978 y «Équinoxe IV» en 1979.

## Recepción
Al igual que con su álbum predecesor, Jarre no obtuvo buenas críticas con Équinoxe en el Reino Unido. Las principales revistas musicales lo calificaron, al disco, como predecible y sus melodías como «trilladas». Pese a ello alcanzó el puesto #11 en las listas de Reino Unido y el #126 en el Billboard 200. Por otra parte la crítica en otros países como Estados Unidos, Francia o Canadá fue generalmente positiva, calificando al álbum como innovador, revolucionario y expresivo.
La publicación fue seguida por un concierto en la Plaza de la Concordia en París el 14 de julio de 1979. El concierto atrajo a más de un millón de personas, llevando a Jarre a ingresar por primera vez al Libro Guinness de los récords por ser el concierto más numeroso realizado al aire libre.

## Otras versiones
| Tema                   | Primera aparición de la reversión                                                                               | Año  | Periodo en que se interpretó | Observaciones |
| ---------------------- | --- | ---- | ---------------------------- | --- |
| «Équinoxe (Part III)»  | Álbum no oficial Rarities 3                                                                                     | 1997 | —                            | Versión unplugged. Es una grabación de una radio, en el "Dia de los Inocentes" en Francia del año 1994. |
| «Équinoxe (Part III)»  | Álbum recompilatorio AERO                                                                                       | 2004 | —                            | Nueva versión |
| «Équinoxe (Part IV)»   | Videoclip del sencillo                                                                                          | 1979 | —                            | Versión más rápida |
| «Équinoxe (Part IV)»   | Conciertos en Pekín y Shanghái, China, octubre de 1981 (en álbum Les Concerts en Chine / The Concerts in China) | 1981 | —                            | Nueva versión |
| «Équinoxe (Part IV)»   | Concierto "Paris La Defense" del 14 de julio de 1990                                                            | 1990 | 1990 - 2001                  | Nueva versión. En álbum recopilatorio Images (grabada en estudio, versión acortada) Se interpreta esta versión en todos los conciertos en la década de los '90, hasta los conciertos en la Akropolis de 2001. Esta versión en vivo, en álbum Jarre Hong Kong. No se interpreta esta versión en concierto "The Twelve Dreams of the Sun" en Egipto el 31 de diciembre de 1999. |
| «Équinoxe (Part IV)»   | Concierto "The Twelve Dreams of the Sun" en Egipto el 31 de diciembre de 1999                                   | 1999 | —                            | Versión remezclada de la del Concierto "Paris La Defense", con distinta percusión. |
| «Équinoxe (Part IV)»   | Concierto "Aero, tribute to de Wind" en Dinamarca el 7 de septiembre de 2002                                    | 2002 | 2002 - 2006 / 2023           | Nueva versión. En álbum recopilatorio A.E.R.O. (grabada en estudio) Se interpreta en diversos conciertos entre 2004 y 2005; más el concierto "Versailles 400" del 25 de diciembre de 2023. Esta versión, en vivo, en álbumes Jarre in China, Live from Gdańsk (Koncert w Stoczni), y Versailles 400.                                                                          |
| «Équinoxe (Part IV)»   | Gira "Electronica Tour" entre 2016 y 2018                                                                       | 2016 | 2016 - 2021                  | Versión en mix con el tema "Glory" de Electronica 1: The Time Machine. En álbum en vivo Welcome to the Other Side (Concert from Virtual Notre-Dame) |
| «Équinoxe (Part VII)»  | Gira "Electronica Tour" entre 2016 y 2018                                                                       | 2016 | 2016 - 2021                  | Versión con cierre en mix con el tema "Conquistador" de Electronica 1: The Time Machine |
| «Équinoxe (Part VIII)» | Conciertos en Pekín y Shanghái, China, octubre de 1981 (en álbum Les Concerts en Chine / The Concerts in China) | 1981 | 1981 / 1991                  | Versión reducida, solo el comienzo de la canción, y se publica en álbum con el nombre de «L'Orchestre Sous La Pluie» (en inglés «Band in the Rain»). En álbum recopilatorio Images (se publica grabación de estudio original del álbum Équinoxe). |
| «Équinoxe (Part VIII)» | Gira "Europe in Concert" de 1993                                                                                | 1993 | 1993 - 2005                  | Versión unplugged de «Band in the Rain». En diversos álbumes en vivo de entre 1994 y 2005. En álbum recopilatorio A.E.R.O. (grabada en estudio), publicado con su nombre original. En álbum recopilatorio no oficial Rarities 3 publicado con su nombre original, correspondiente a una grabación de una radio, en el "Día de los Inocentes" en Francia del año 1994.         |

| Tema            | Artista                        | Álbum                           | Año  | Nombre alternativo         | Observaciones                                          |
| --------------- | ------------------------------ | ------------------------------- | ---- | -------------------------- | ------------------------------------------------------ |
| Equinoxe Part 4 | Patrick Rondat                 | Amphibia                        | 1995 |                            | Versión Rock Metal, completamente en guitarra.         |
| Equinoxe Part 4 | Bruno Milodas y Tierry Leconte | Jarremix                        | 1995 | Equinoxe Part 4 (Deep Mix) | Versión electrónica.                                   |
| Equinoxe Part 4 | Orquesta Filarmónica de Praga  | The Symphonic Jean Michel Jarre | 2006 |                            | Versión sinfónica, más extendido que el original.      |
| Équinoxe Part 5 | The Shadows                    | Change of Address               | 1980 | Équinoxe V                 | Versión Rock and Roll clásico.                         |
| Équinoxe Part 6 | The Shadows                    | Change of Address               | 1980 | Équinoxe V                 | Versión Rock and Roll clásico; solo una pequeña parte. |
| Équinoxe Part 7 | The Shadows                    | Change of Address               | 1980 | Équinoxe V                 | Versión Rock and Roll clásico; solo una pequeña parte. |